# McLaren M5A
McLaren M5A — болид Формулы-1, который стал первым самостоятельно построенным автомобилем команды Bruce McLaren Motor Racing. Принимал участие в Чемпионатах мира 1967 и 1968.

## История
Автомобиль оснащался трёхлитровым двигателем BRM V12, мощностью 365 л.с. Также как и его предшественник M4B, шасси было изготовлено в единственном экземпляре.
В сезоне 1968 года Денни Халм использовал его в первой гонке сезона и показал лучший результат для этого шасси - пятое место в двух кругах позади победителя.
После этого шасси купил частный гонщик из Швеции Йо Бонниер, который выступал на нём в составе своей команды в 7 гонках Чемпионата мира 1968. Лучшим результатом для него стало шестое место в Италии.

## Результаты выступлений в гонках
| Легенда к таблице |                                                                    |
| --- | ------------------------------------------------------------------ |
| В таблице перечислены результаты всех Гран-при Формулы-1, в которых использовался автомобиль. Строками таблицы являются сезоны, столбцами — этапы чемпионата мира. В каждой клетке указаны сокращённое название этапа и результат, дополнительно обозначенный цветом. Расшифровка обозначений и цветов представлена в нижеследующей таблице. |                                                                    |
| \| Пример \| Описание \| \| ------------ \| ------------------------------------------------------------------ \| \| 1 \| Победитель \| \| 2 \| Второе место \| \| 3 \| Третье место \| \| 5 \| Финишировал, заработав очки \| \| Сход \| Не финишировал, но при этом заработал очки \| \| 12 \| Финишировал, не получив очков \| \| НКЛ \| Финишировал, но не попал в финальную классификацию \| \| 15 \| Участвовал вне зачёта, либо по отдельной классификации \| \| 18 \| Не финишировал, но попал в финальную классификацию \| \| Сход \| Не финишировал \| \| НКВ \| Не прошёл квалификацию \| \| НПКВ \| Не прошёл предквалификацию \| \| ДСК \| Дисквалифицирован \| \| ИСК \| Исключён из протокола соревнований \| \| ТТ \| Заявлен для участия только в тренировках \| \| НС \| Участвовал в квалификации, но не стартовал в гонке \| \| Т \| Травмирован или болен \| \| ОТК \| Отказ от участия \| \| НТР \| Прибыл на соревнования, но на трассу не выезжал \| \| НПР \| Был заявлен в числе участников, но не прибыл к началу соревнований \| \| О \| Соревнования отменены \| \| \| Не участвовал \| \| Поул-позиция \| \| \| Быстрый круг \| \| |                                                                    |
| Пример | Описание                                                           |
| 1 | Победитель                                                         |
| 2 | Второе место                                                       |
| 3 | Третье место                                                       |
| 5 | Финишировал, заработав очки                                        |
| Сход | Не финишировал, но при этом заработал очки                         |
| 12 | Финишировал, не получив очков                                      |
| НКЛ | Финишировал, но не попал в финальную классификацию                 |
| 15 | Участвовал вне зачёта, либо по отдельной классификации             |
| 18 | Не финишировал, но попал в финальную классификацию                 |
| Сход | Не финишировал                                                     |
| НКВ | Не прошёл квалификацию                                             |
| НПКВ | Не прошёл предквалификацию                                         |
| ДСК | Дисквалифицирован                                                  |
| ИСК | Исключён из протокола соревнований                                 |
| ТТ | Заявлен для участия только в тренировках                           |
| НС | Участвовал в квалификации, но не стартовал в гонке                 |
| Т | Травмирован или болен                                              |
| ОТК | Отказ от участия                                                   |
| НТР | Прибыл на соревнования, но на трассу не выезжал                    |
| НПР | Был заявлен в числе участников, но не прибыл к началу соревнований |
| О | Соревнования отменены                                              |
| | Не участвовал                                                      |
| Поул-позиция |                                                                    |
| Быстрый круг |                                                                    |

| Год  | Команда                    | Двигатель        | Ш | Пилоты   | 1   | 2   | 3   | 4    | 5   | 6   | 7    | 8     | 9        | 10       | 11       | 12  | КК | Очки |
| ---- | -------------------------- | ---------------- | - | -------- | --- | --- | --- | ---- | --- | --- | ---- | ----- | -------- | -------- | -------- | --- | -- | ---- |
| 1967 | Bruce McLaren Motor Racing | BRM P142 3,0 V12 | G | Макларен | ЮАР | МОН | НИД | БЕЛ  | ФРА | ВЕЛ | ГЕР  | КАН 7 | ИТА Сход | США Сход | МЕК Сход |     | 10 | 3    |
| 1968 | Bruce McLaren Motor Racing | BRM P142 3,0 V12 | G |          | ЮАР | ИСП | МОН | БЕЛ  | НИД | ФРА | ВЕЛ  | ГЕР   | ИТА      | КАН      | США      | МЕК | 10 | 3    |
| 1968 | Bruce McLaren Motor Racing | BRM P142 3,0 V12 | G | Халм     | 5   |     |     |      |     |     |      |       |          |          |          |     | 10 | 3    |
| 1968 | Joakim Bonnier Racing Team | BRM P142 3,0 V12 | G | Бонниер  |     |     | НКВ | Сход | 8   |     | Сход |       | 6        | Сход     | Сход     | НС  | 10 | 3    |